# Megaselia fulviobscura
Megaselia fulviobscura är en tvåvingeart som först beskrevs av Santos Abreu 1921.  Megaselia fulviobscura ingår i släktet Megaselia och familjen puckelflugor. Inga underarter finns listade i Catalogue of Life.